# Chorthippus ruficornus
Chorthippus ruficornus är en insektsart som beskrevs av Zheng, Z. Chorthippus ruficornus ingår i släktet Chorthippus och familjen gräshoppor. Inga underarter finns listade i Catalogue of Life.